# Film termoretraibile

Animazione di una guaina termoretraibile sottoposta a calore.

Il film termoretraibile è un film che quando è sottoposto ad una fonte di calore (forno, fiamma, aria calda, ecc.) si ritira fino a circa il 50% della dimensione iniziale, aderendo all'oggetto attorno al quale è stato avvolto. Dopo il raffreddamento il film mantiene la sua nuova forma.
I film termoretraibili sono ottenuti per estrusione in bolla e possono essere costituiti da polietilene, PTFE, PVDF, PVC, neoprene, elastomero di silicone o Viton.

## Utilizzi principali
Questo principio è usato per avvolgere oggetti per garantirne stabilità e protezione.
Si può trattare, ad esempio, di imballaggio di merce sui pallets oppure di guaine termoretraibili utilizzate in elettronica per dare maggiore solidità a connettori elettrici o a pacchi di batterie.  
Sono molto usati anche i tubetti termorestringenti per isolare cavi elettrici, ad esempio dopo averli giuntati mediante saldatura a stagno (formalmente detta brasatura). Per questi scopi si usano solitamente di piccolo diametro (a partire da 1,2 mm), ma anche di diametri molto maggiori secondo necessità. Diametri comuni per l'elettronica sono 1,6; 2,4; 3,2; 4,8; 6,4; 9,5; 12,7 mm.    
Fogli termoretraibili sono usati anche come alternativa alla verniciatura, per ricoprire e dare una finitura lucida colorata a materiali porosi come il legno. Un utilizzo di questo tipo è la ricopertura degli aeromodelli in legno.